# Marquess of Abergavenny

Wappen des Marquess of Abergavenny

Marquess of Abergavenny, in the County of Monmouth, ist ein erblicher britischer Adelstitel in der Peerage of the United Kingdom. Die Namensgebung des Titels bezieht sich auf Abergavenny Castle in Wales.
Familiensitz der Marquesses ist Eridge Park in Rotherfield bei Crowborough in East Sussex.

## Verleihung und nachgeordnete Titel
Der Titel wurde am 14. Januar 1876 für William Nevill, 5. Earl of Abergavenny. Zusammen mit dem Marquessate wurde ihm der nachgeordnete Titel Earl of Lewes, in the County of Sussex verliehen.
Von seinem Vater hatte er 1868 die am 17. Mai 1784 in der Peerage of Great Britain für seinen Urgroßvater geschaffenen und fortan nachgeordneten Titel Earl of Abergavenny, in the County of Monmouth, und Viscount Nevill, of Birling in the County of Kent, geerbt.

## Liste der Marquesses und Earls of Abergavenny

### Earls of Abergavenny (1784)
- George Nevill, 1. Earl of Abergavenny (1727–1785)
- Henry Nevill, 2. Earl of Abergavenny (1755–1843)
- John Nevill, 3. Earl of Abergavenny (1789–1845)
- William Nevill, 4. Earl of Abergavenny (1792–1868)
- William Nevill, 5. Earl of Abergavenny (1826–1915) (1876 zum Marquess of Abergavenny erhoben)

### Marquesses of Abergavenny (1876)
- William Nevill, 1. Marquess of Abergavenny (1826–1915)
- Reginald Nevill, 2. Marquess of Abergavenny (1853–1927)
- Henry Nevill, 3. Marquess of Abergavenny (1854–1938)
- Guy Larnach-Nevill, 4. Marquess of Abergavenny (1883–1954)
- John Nevill, 5. Marquess of Abergavenny (1914–2000)
- Christopher Nevill, 6. Marquess of Abergavenny (* 1955)

Aktuell existiert hinsichtlich des Marquessates kein Titelerbe.